# Musica Sacra Basiliek Tongeren
Musica Sacra Basiliek Tongeren is een vereniging zonder winstoogmerk in Tongeren, opgericht in 2005, die tot doel heeft  het muzikale gebeuren in de basiliek O.L.V. Geboorte van Tongeren en dat in en rond de basiliek uit te bouwen en uitstraling te geven. Verschillende koren, ensembles en muziekgroepen maken deel uit van Musica Sacra Basiliek Tongeren. Zij verzorgen ook regelmatig Radio en TV-missen. Jan Jaspers was voorzitter tot 2024.  
Naast het verzorgen van de vieringen in de basiliek, treden diverse formaties geregeld op als gastkoor in andere kerken of concertpodia. 

## Schola Gregoriana Feminea
De Schola Gregoriana Feminea werd opgericht in september 2017 en is een van de koren die, onder leiding van kapelmeester Jan Peeters, instaan voor de opluistering van de liturgische vieringen binnen de OLV.-basiliek van Tongeren. Naast deze vieringen engageert de Schola zich ook voor concerten. De Schola zoekt haar repertoire hoofdzakelijk bij het eenstemmig gregoriaans maar regelmatig wordt er ook meerstemmig gezongen met koormuziek die heel nauw aansluit bij het gregoriaans.

## Schola Gregoriana
De Schola Gregoriana is een mannenkoor. Het staat onder leiding van kapelmeester Jan Peeters in voor de opluistering van liturgische diensten in de O.L.V.- basiliek van Tongeren. Het repertoire is eenstemmig gregoriaans. De Schola verzorgt ook al de begrafenisdiensten in de basiliek en zij engageren zich eveneens voor concerten. Zij dragen een zwarte toog met witte superplie.

## Capella Basilica
De Capella Basilica is een ad hoc koor waarvan de samenstelling afhangt van het te zingen repertoire. Dit kan zowel een gelijkstemmig als een gemengd koor zijn. Het koor zingt steeds meerstemmig en luistert geregeld naast liturgische vieringen ook meditaties op in de basiliek van Tongeren en dit onder leiding van Jan Peeters.

## Liturgisch koor Laetitia
Het liturgisch koor Laetitia is een gemengd koor. Het staat onder leiding van kapelmeester Jan Peeters. Het koor staat in voor de opluistering van liturgische vieringen in de basiliek. Het repertoire komt voornamelijk uit het zangboek "Zingt Jubilate" van de katholieke kerkgemeenschap in Vlaanderen. Het zijn gezangen die kwalitatief goed zijn, aansluiten bij de liturgie en goed zingbaar zijn. Het koor gaat dan ook voor in de samenzang.

## Collegium Musicum
Het Collegium Musicum is het instrumentaal ensemble van Musica Sacra Basiliek Tongeren. Het bestaat uit ad hoc muzikanten naargelang de behoeften en aangevuld met een organist. Het ensemble staat onder leiding van kapelmeester Jan Peeters. Collegium Musicum begeleidt bij speciale gelegenheden en hoogdagen het koor.

## Kleine Cantorij
De Kleine Cantorij is een semiprofessioneel kamerkoor dat als autonoom koor buiten Musica Sacra resideert in de basiliek. Het staat eveneens onder leiding van kapelmeester Jan Peeters. De koorleden genoten een doorgedreven muzikale opleiding gaande van afgestudeerde zangers aan een muziekacademie tot professioneel geschoolde zangers. Tot het repertoire behoren de moeilijkere koorwerken uit nagenoeg alle stijlperiodes. Ook zij verzorgen geregeld eucharistievieringen, meditaties en concerten in de basiliek.

## Organisten
Luc Ponet, titularis-organist
Veerle Cornelis, adjunct-organist

## Kapelmeester-cantor
Jan Peeters

## Musica Sacra, vzw
Raf van der Heijden, voorzitter tot mei 2025
Albert Boulet, penningmeester
Ann Noelmans, secretaris
Anneleen Boulet
Luc Ponet
Ivonne Peeters
Jan Peeters
Eric Reynders, deken

## Vrienden van het Le Picardorgel, vzw.
De vrienden van het Le Picardorgel is een orgelvereniging die de orgels van de O.L.V.-basiliek beheert. Daarnaast promoot en organiseert de vereniging verschillende orgel-en beiaardconcerten in de O.L.V-basiliek en een jaarlijkse Euregionale orgeltrip.
Luc Ponet, voorzitter
Koen Lauwers, penningmeester
Jan Peeters, secretaris
Bruno Boeylens
Arlette Gabriëls
Myriam Billen
Marie Petit